# Wudangshan Zixiao Gong

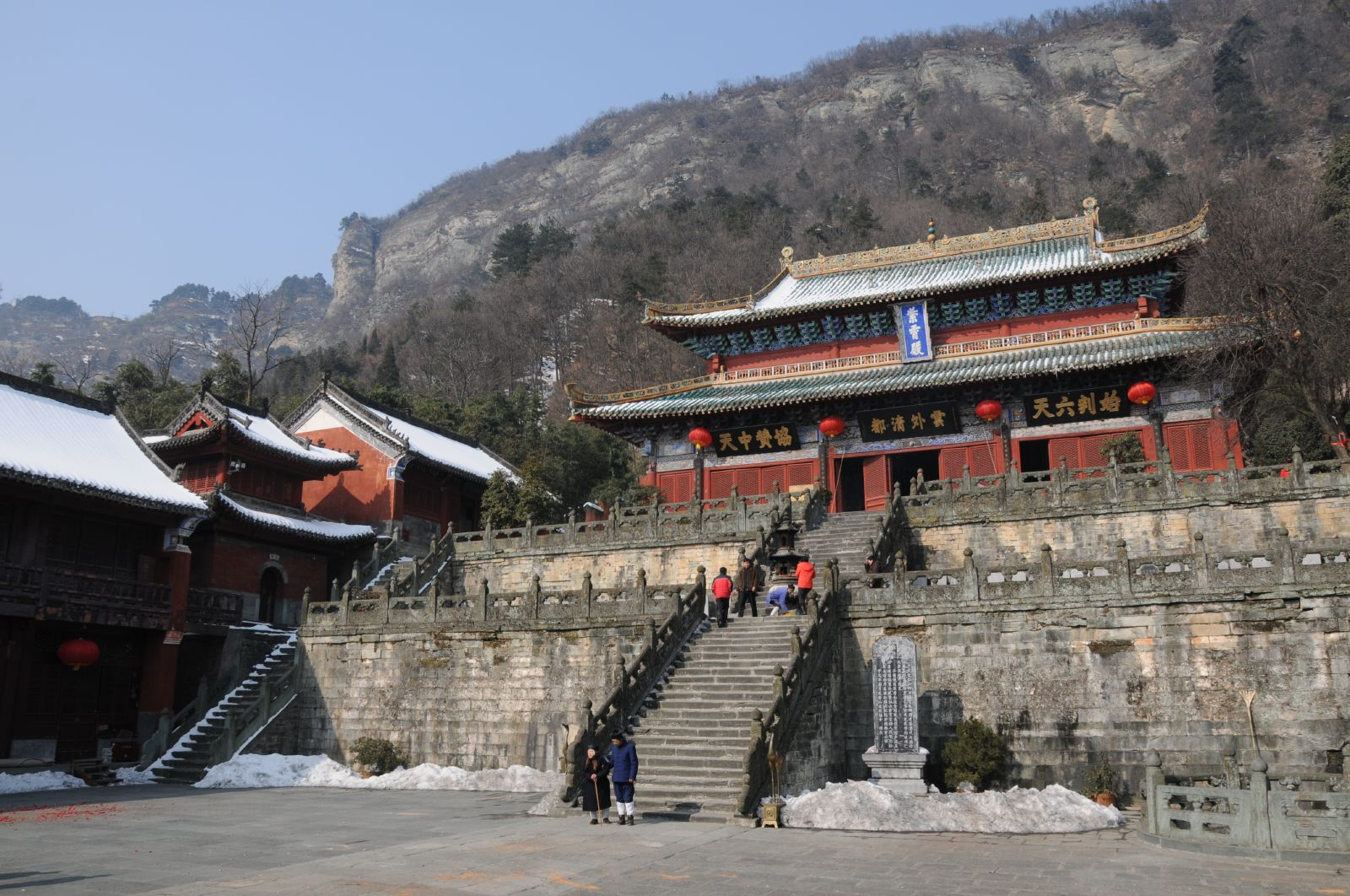
Zixiao Dian 紫霄殿 – Haupthalle der Anlage, Wudang 2008

Wudangshan Zixiao Gong (chinesisch 武當山紫霄宮 / 武当山紫霄宫, Pinyin Wǔdāngshān Zǐxiāo Gōng, englisch Wudang Mountain Purple Mist Palace, Wudang Mountain Zixiao Palace – „Purpurwolken-Palast am Wudang-Gebirge, Zixiao-Palast am Wudang Shan“) ist eine berühmte daoistischer Tempelanlage am Wudang-Gebirge auf im Verwaltungsgebiet der Stadt Danjiangkou in der chinesischen Provinz Hubei. Der Tempel wurde zuerst im Jahr 1413 der Yongle-Ära der Ming-Dynastie erbaut. Er steht seit 1982 auf der Liste der Denkmäler der Volksrepublik China (2-25). Er steht auch auf der Liste der 21 wichtigsten daoistischen Tempel des chinesischen Staatsrates.
Im Tempel befindet sich unter anderem eine Statue von Zhenwu, die aus dem frühen 12. Jahrhundert stammen soll (erbaut unter der Nördlichen Song-Dynastie).